# دونگولا (ایلینوی)
دونگولا (به انگلیسی: Dongola) یک منطقهٔ مسکونی در ایالات متحده آمریکا است که در شهرستان یونیون، ایلینوی واقع شده‌است. دونگولا ۲٫۹۷ کیلومتر مربع مساحت و ۶۶۱ نفر جمعیت دارد و ۱۲۱٫۰۱ متر بالاتر از سطح دریا واقع شده‌است.